# Еміліано Сала
Еміліано Сала (ісп. Emiliano Sala, 31 жовтня 1990, Кулулу — 21 січня 2019, Ла-Манш поблизу Каскетс) — аргентинський футболіст, нападник, відомий насамперед за виступами за французький клуб «Нант».
19 січня 2019 Сала підписав контракт з англійським клубом з Уельсу «Кардіфф Сіті». Втім, він так і не зіграв за нову команду: Сала загинув 21 січня, коли приватний літак, який саме мав доставити його до Кардіффа, зазнав катастрофи поблизу острова Олдерні.

## Ігрова кар'єра
Народився 31 жовтня 1990 року в маленькому муніципалітеті Кулулу провінції Санта-Фе. Розпочав займатись футболом у академії «Проєктор Крекер», що була партнером французького «Бордо», в школу якого Еміліано і перейшов у 2010 році.
Дебютував за першу команду «Бордо» 8 лютого 2012 року в матчі 1/8 фіналу Кубка Франції проти «Ліона», вийшовши на поле у додатковий час. Цей матч так і залишився єдиним за клуб у тому сезоні.
Наступний сезон 2012/13 провів на правах оренди в клубі «Орлеан», що виступав в Національному чемпіонаті, третьому за рівнем дивізіоні країни, забивши там 19 голів в 37 матчах.
У сезоні 2013/14, також на правах оренди, грав за «Ніор» у Лізі 2, у складі якого провів 37 матчів ліги і забив 18 голів.
Перед сезоном 2014/15 новий тренер «Бордо» Віллі Саньоль вирішив залишити гравця у клубі. 9 серпня 2014 року Сала дебютував за клуб у Лізі 1 грі проти «Монпельє», а вже у наступному турі, 17 серпня 2014 року забив перший гол у вищому дивізіоні Франції у матчі проти «Монако». Втім у команді Сала став дублером Шейха Діабате і молодого Тома Туре, тому до кінця року зіграв за клуб лише 12 матчів, в яких лише 4 рази виходив в основі. В результаті у січні 2015 року був відданий в оренду на півроку в «Кан», де забив 5 голів у 13 матчах і допоміг клубу зберегти місце в Лізі 1.
У липні 2015 року перейшов в «Нант», уклавши з клубом п'ятирічний контракт. За 4 сезони у складі «Нанта» взяв участь у 116 матчах чемпіонату Франції і забив 42 голів.
19 січня 2019 Сала перейшов до «Кардіфф Сіті». Сума трансферу оцінюється в 15 мільйонів фунтів, що стало найдорожчим придбанням в історії валлійського клубу.

## Смерть
Ввечері 21 січня приватний літак Piper PA-46 «Малібу», який мав доставити Сала з Нанта до Кардіффа, зник з радарів поблизу маяка на скелях Каскетс, за 13 кілометрів від британського острова Олдерні. 22 січня французька влада підтвердила, що Сала перебував на борту зниклого літака. Пошуки літака, гравця та пілота тривали з 22 по 24 січня, після чого поліція Гернсі оголосила про припинення пошуків, оскільки їм не вдалося знайти жодних слідів літака чи людей, а шанси на виживання майже нульові, та оголосила Сала пропалим безвісти.
На початку лютого розпочалася приватна операція з залученням приватного пошукового корабля, який у ніч проти 4 лютого знайшов уламки літака та, як пізніше виявилося, тіло футболіста. 7 лютого поліція офіційно ідентифікувала тіло Сала та оголосила про його загибель в авіакатастрофі.

## Статистика виступів

### Статистика клубних виступів
| Сезон             | Команда           | Чемпіонат         | Чемпіонат | Чемпіонат | Національний кубок | Національний кубок | Національний кубок | Континентальні кубки | Континентальні кубки | Континентальні кубки | Інші змагання | Інші змагання | Інші змагання | Усього | Усього |
| Сезон             | Команда           | Ліга              | Ігор      | Голів     | Ліга               | Ігор               | Голів              | Ліга                 | Ігор                 | Голів                | Ліга          | Ігор          | Голів         | Ігор   | Голів  |
| ----------------- | ----------------- | ----------------- | --------- | --------- | ------------------ | ------------------ | ------------------ | -------------------- | -------------------- | -------------------- | ------------- | ------------- | ------------- | ------ | ------ |
| 2011–12           | «Бордо»           | Л1                | -         | -         | КФ+КЛ              | 1+0                | 0                  | -                    | -                    | -                    | -             | -             | -             | 12     | 1      |
| 2012–13           | «Орлеан»          | НЧ (ІІІ)          | 37        | 19        | КФ+КЛ              | 2+0                | 0                  | -                    | -                    | -                    | -             | -             | -             | 39     | 19     |
| 2013–14           | «Ніор»            | Л2 (ІІ)           | 37        | 18        | КФ+КЛ              | 3+1                | 3+0                | -                    | -                    | -                    | -             | -             | -             | 41     | 21     |
| 2014–15           | «Бордо»           | Л1                | 11        | 1         | КФ+КЛ              | 1+0                | 0                  | -                    | -                    | -                    | -             | -             | -             | 12     | 1      |
| 2014–15           | «Кан»             | Л1                | 13        | 5         | КФ+КЛ              | -                  | -                  | -                    | -                    | -                    | -             | -             | -             | 13     | 5      |
| Усього за «Бордо» | Усього за «Бордо» | Усього за «Бордо» | 11        | 1         |                    | 2                  | 0                  |                      | -                    | -                    |               | -             | -             | 13     | 1      |
| 2015–16           | «Нант»            | Л1                | 31        | 6         | КФ+КЛ              | 3+1                | 0                  | -                    | -                    | -                    | -             | -             | -             | 35     | 6      |
| 2016–17           | «Нант»            | Л1                | 34        | 12        | КФ+КЛ              | 2+3                | 0+3                | -                    | -                    | -                    | -             | -             | -             | 39     | 15     |
| 2017–18           | «Нант»            | Л1                | 36        | 12        | КФ+КЛ              | 2+0                | 2+0                | -                    | -                    | -                    | -             | -             | -             | 38     | 14     |
| 2018–19           | «Нант»            | Л1                | 15        | 12        | КФ+КЛ              | 0+1                | 0+1                | -                    | -                    | -                    | -             | -             | -             | 16     | 13     |
| Усього за «Нант»  | Усього за «Нант»  | Усього за «Нант»  | 116       | 42        |                    | 12                 | 6                  |                      | -                    | -                    |               | -             | -             | 128    | 48     |
| Усього за кар'єру | Усього за кар'єру | Усього за кар'єру | 214       | 85        |                    | 20                 | 9                  |                      | -                    | -                    |               | -             | -             | 234    | 94     |